# Elisabeth Schumann
Pour les articles homonymes, voir Schumann (homonymie).
Elisabeth Schumann, née à Mersebourg (Province de Saxe) le 13 juin 1888 et morte à New York le 23 avril 1952, est une chanteuse d’opéra allemande.

## Biographie
Elisabeth Schumann fait ses débuts à Hambourg en 1909. Elle est engagée en 1919 à l’Opéra de Vienne et y restera fidèle jusqu’à la fin de sa carrière. En dehors du rôle fétiche de Sophie dans Le Chevalier à la rose, elle excelle surtout dans les rôles mozartiens : Susanna (Les Noces de Figaro), Blonde (L'Enlèvement au sérail), Zerlina (Don Giovanni) ou Despina (Così fan tutte).
Elle fait ses adieux à la scène en 1937, et quitte l’Autriche l’année suivante après l’Anschluss. Au début des années 1940, elle enseigne à Pierrette Alari, soprano québécoise, au Curtis Institute de Philadelphie. Après-guerre, elle se produit en récital jusqu’à sa mort. Installée aux États-Unis, elle prend la nationalité américaine, mais revient passagèrement en Europe et se consacre à l'enseignement du chant. En 1947 elle participe au premier Festival d'Édimbourg.
Sa voix était transparente et cristalline dans l’aigu, son jeu juste et transparent, « le phrasé émouvant jusque dans les plus infimes pianissimos, la respiration naturelle » Sa discographie comprend plusieurs enregistrements, notamment à soixante ans passés, montrant une voix toujours lumineuse. Habituée aux rôles légers, notamment dans Mozart, elle laisse toutefois « une Eva (Les Maîtres chanteurs de Nuremberg) d'anthologie, comme le prouve l'enregistrement légendaire du quintette du troisième acte, avec Melchior et Schorr (dir. Beecham). »
Elisabeth Schumann a interprété la cinéphonie Ave Maria ; mais elle s'est surtout distinguée dans le domaine de l'opérette viennoise et du lied allemand, notamment chez Franz Schubert, Richard Strauss, Hugo Wolf.